# Fabijan Svalina
Fabijan Svalina (ur. 7 listopada 1971 w Đakovie) – chorwacki duchowny katolicki, biskup koadiutor srijemski w latach 2021-2024, biskup srijemski od 2024. 

## Życiorys

### Prezbiterat
Święcenia kapłańskie otrzymał 29 czerwca 1997 i został inkardynowany do archidiecezji Ðakovo-Srijem. Był m.in. prefektem w międzydiecezjalnym seminarium, kanclerzem kurii, sekretarzem pomocniczym przy chorwackiej Konferencji Episkopatu oraz krajowym dyrektorem Caritas.

### Episkopat
7 października 2021 papież Franciszek mianował go biskupem koadiutorem diecezji Srijem. Sakry biskupiej udzielił mu 21 listopada 2021 arcybiskup Paul Gallagher, sekretarz ds. relacji z państwami w Sekretariacie Stanu Stolicy Apostolskiej. Rządy w diecezji objął 14 lutego 2024 po przejściu na emeryturę poprzednika. 